# غيدقة داكنة
غيدقة داكنة (الاسم العلمي: Hydrophis obscurus) (بالإنجليزية: Russel's Sea Snake)‏ هي نوع من الزواحف تتبع جنس الغيدقة من فصيلة العرابيد.